# Крапчатый щелкун
Крапчатый щелкун, или окаймлённый щелкун (лат. Lacon conspersus) — вид щелкунов из подсемейства Agrypninae.

## Распространение
Щелкун распространён в Центральной и Северной Европе и в Северной Монголии. На территории бывшего СССР населяет север европейской части и Сибирь (таёжная зона).

## Описание

### Имаго
Взрослый жук в длину достигает 14-17 миллиметров. Тело окрашено в чёрный, реже в тёмно-коричневый, цвет, верхняя часть покрыта золотистыми чешуйками, нередко образующих на надкрыльях волнистую перевязку. Боковой край переднеспинки имеет острую каёмку только в передней части, за серединой она прерывается пересекающими её косыми вдавлениями. Задние углы переднеспинки с тупыми килями.

### Проволочник
Проволочник достигает длины до 30 мм. Вершина каудального сегмента у основания урогомф слабо выемчатая, не оттянутая, в два раза уже ширины у основания сегмента. Боковые зубцы площадки каудального сегмента равномерно уменьшаются к основанию. Диск площадки каудального сегмента гладкий, не имеет зитинизированный бугорков,  только с одной парой щетинконосных бугорков посередине. Задняя лопасть лобной пластинки в вершинной трети клиновидная, иногда с усечённой вершиной.

## Экология
Проволочники развиваются в гнилой древесине хвойных деревьев.